# Joseph Astor
Pour les articles homonymes, voir Astor.
Joseph Astor est un homme politique français né le 27 juin 1824 à Ajaccio (Corse) et décédé le 20 août 1901 à Loctudy (Finistère).

## Biographie
Fils d'un officier, Joseph Astor (1778-1848), devenu maire de Quimper de 1836 à 1848, il se lance à son tour dans une carrière militaire. Diplômé de Saint-Cyr, il quitte l'armée en 1855 avec le grade de capitaine. Il fut un opposant au Second Empire. Maire de Quimper en septembre 1870, il reste en poste jusqu'en 1895. Il est également conseiller général du Finistère de 1877 à 1895. Sénateur du Finistère de 1890 à 1901, il s'occupe exclusivement des affaires de son département. Il était propriétaire du manoir de Kerazan en Loctudy.
Se passionnant pour l'art en général et la peinture en particulier, il achète de nombreux tableaux d'inspiration bretonne ou d'artistes séjournant en Bretagne. Dans sa collection on trouve aussi de nombreuses peintures inspirées par les maîtres des XVIe siècle, XVIIe siècle et XVIIIe siècle. Il fut aussi l'ami d'Alfred Beau, céramiste quimpérois réputé, dont il acheta plusieurs œuvres  qui se trouvent toujours au manoir de Kerazan.
Son fils Joseph-Georges Astor, légua à sa mort en 1928 le manoir de Kerazan à l'Institut de France.

## Distinctions
- Officier de la Légion d'honneur.

### Sources
- « Joseph Astor », dans le Dictionnaire des parlementaires français (1889-1940), sous la direction de Jean Jolly, PUF, 1960 [détail de l’édition]